# John Baltzell
John Baltzell (* 23. September 1860 im Knox County, Ohio; † 1940) war ein US-amerikanischer Old-Time-Musiker. Baltzell gehörte zu den ersten ländlichen Musikern, die Schallplattenaufnahmen machten.

## Leben

### Kindheit und Jugend
Baltzell wurde im ländlichen Ohio in einer kleinen Holzhütte geboren, in der er auch aufwuchs. Seine erste Fiddle baute er für sich und seine Freunde selber, da er kein Geld hatte, um sich ein richtiges Instrument zu kaufen. Von einem Farmer erhielt er später eine defekte Fiddle, die er reparierte. Einer seiner größten musikalischen Einflüsse war Daniel Emmett, Komponist des Songs Dixie, der ebenfalls im Knox County lebte. Von ihm lernte Baltzell, nach Gehör zu spielen und zu komponieren, da er keine Noten lesen konnte.

### Karriere

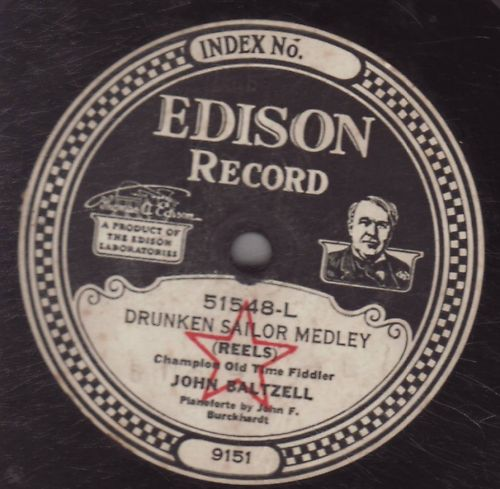
Drunken Sailor Medley, ca. 1923

Baltzells Repertoire bestand schon bald aus seinen eigenen Stücken und eher weniger aus traditionellen Liedern. Er wurde 1923, nur einige Monate nach Fiddlin’ John Carsons Aufnahmen, von Edison Records nach New York City eingeladen, um in deren Studio Platten aufzunehmen. Zu diesem Zeitpunkt war Baltzell bereits 63 Jahre alt. Seine ersten Sessions, bei denen sechs Songs eingespielt wurden, fanden vom 7. bis zum 10. September statt. Unter den aufgenommenen Stücken befanden sich auch traditionelle Melodien wie Durang Hornpipe Medley oder Money Musk Medley, die von dem Pianisten John F. Burckhardt begleitet wurden. In der Zeit nach den Aufnahmen erhielt Baltzell zahlreiche Engagements im Radio; er trat unter anderem in Cleveland, Columbus und Cincinnati. Er gewann auch einen Fiddle Contest, bei dem die Radiohörer über Telefon abstimmen konnten.
Trotz seines Erfolges im Musikgeschäft war Baltzell kein professioneller Musiker. Er lebte in Mount Vernon und arbeitete als Kesselmacher. Seine musikalischen Aktivitäten beschränkten sich so auf die Freizeit. Nach Aufnahmen für Victor Records und OKeh Records im Sommer 1924 kehrte Baltzell erst im März 1927 wieder in ein Aufnahmestudio zurück. In diesem Monat nahm er weitere Platten für Edison und für die Plaza Music Company auf, deren Aufnahmen auf einer Vielzahl von Labels erschienen. Seine Plaza-Aufnahmen waren im Jahr 1927 die bestverkauften Platten eines Old-Time-Musikers. Bis 1928 spielte Baltzell, solo oder begleitet von einem Pianisten oder einem anderen Fiddler, zahlreiche Stücke für Edison Records ein. Unter den Aufnahmen finden sich Eigenkompositionen, aber auch Versionen traditioneller Stücke wie Arkansas Traveler oder Soldier’s Joy Hornpipe. Erwähnenswert ist auch das Lied Emmett Quadrille, das seinem Mentor Dan Emmett gewidmet war. Baltzell hielt seine letzte Session für Edison am 11. April 1928 ab.
Über Baltzells Leben ab 1928 ist nicht viel bekannt. Er starb 1940 im Alter von 80 Jahren.

## Diskografie
Einige Edison-Aufnahmen wurden auf 78rpm-Platten und auf Wachszylinder veröffentlicht. Alle Plaza-Aufnahmen wurden auf Banner Records sowie auf Domino Records, Homestead Records, Oriole Records, Regal Records, Paramount Records und Broadway Records veröffentlicht.
| Jahr                  | Titel | #      | Anmerkungen                    |
| --------------------- | --- | ------ | ------------------------------ |
| Veröffentlichte Titel | |        |                                |
| Edison Records        | |        |                                |
|                       | Durang Hornpipe Medley / Old Red Barn Medley Quadrille | 51236  |                                |
|                       | Money Musk Medley / Buckeye Medley Quadrille | 51354  |                                |
|                       | Drunken Sailor Medley / Farmer’s Medley Quadrille | 51548  |                                |
| OKeh Records          | |        |                                |
|                       | John Baltzell’s Reel / Mandylyn Quadrille Medley | 40206  |                                |
| Edison Records        | |        |                                |
|                       | Electric Light Schottische / London Polka | 51995  |                                |
|                       | Gilderoy’s Reel / Clinton Quadrille | 52022  |                                |
|                       | Mocking Bird | 5362   | Wachszylinder-Veröffentlichung |
|                       | Tramp Waltz | 5411   | Wachszylinder-Veröffentlichung |
| Banner Records        | |        |                                |
|                       | Turkey in the Straw / The Girl I Left Behind | 2159   |                                |
|                       | The Arkansas Traveler / Sailor’s Hornpipe | 2159   |                                |
| Edison Records        | |        |                                |
|                       | Emmett Quadrille / Kenion Rag | 52281  |                                |
|                       | Arkansas Traveler / Pandora Waltz | 52294  |                                |
|                       | Flowers at Edinburgh / Paddy Ryan’s Favorite Irish Jig | 52313  |                                |
|                       | Soldier’s Joy Hornpipe / Hills Quadrille | 52370  |                                |
|                       | Scotch Reel / Highland Fling | 52395  |                                |
|                       | Wooten Quadrille / Starlight Waltz | 42525  |                                |
|                       | Ginger Ridge Quadrille / S.J. Rafferty Reel | 52450  |                                |
| Sonstige Aufnahmen    | |        |                                |
| 1924                  | - Sand Class Reel - Pearl Quadrille - Ada’s Quadrille - Levison Reel | Victor | Demo                           |
| 1927                  | - Sand Reel - New Century Hornpipe | Edison | unveröffentlicht               |
| 1928                  | - Ginger Ridge Quadrille (alt. Version) - Soldier’s Joy Hornpipe (alt. Version) - S.J. Rafferty Reel (alt. Version) - Hills Quadrille (alt. Version) - Flowers at Edinburgh (alt. Version) - Wooten Quadrille (alt. Version) - Emmett Quadrille (alt. Version) - Arkansas Traveler (alt. Version) - Scotch Reel (alt. Version) - Paddy Ryan’s Favorite Irish Jig (alt. Version) - Kenion Clog (alt. Version) - Highland Fling (alt. Version) - Starlight Waltz (alt. Version) - Pandora Waltz (alt. Version) | Edison | unveröffentlicht               |